# Babelsbergpark
Het Park Babelsberg (Nederlands: Babelsbergpark) is een 114 ha groot landschapspark in het noordoosten van Potsdam, zo'n 25 km ten zuidwesten van het centrum van Berlijn.
Het park werd aangelegd in opdracht van de toenmalige prins Wilhelm I en zijn echtgenote prinses Augusta van Saksen-Weimar-Eisenach door landschapsarchitect Peter Joseph Lenné, die ook al voor de vader van Wilhelm I, Frederik Willem III van Pruisen opdrachten had uitgevoerd. De aanleg zou verder door Hermann von Pückler-Muskau uitgewerkt worden.
Zijn jongere broer Karel had Schloss Glienicke, de oudere broer Frederik Willem IV had vervolgens Schloss Charlottenhof laten bouwen. Wilhelm I kreeg van zijn vader in 1833 de middelen voor de aanleg van Schloss Babelsberg en het Park Babelsberg.
Het park en de monumenten worden beheerd door de Stiftung Preußische Schlösser und Gärten Berlin-Brandenburg (SPSG). In 1990 werd het Babelsbergpark door UNESCO als cultureel werelderfgoed erkend en opgenomen op de werelderfgoedlijst als onderdeel van de Paleizen en parken van Potsdam en Berlijn.
In het park zijn naast het grote slot, nog enkele andere bouwwerken opgericht.
- Het Stoommachinehuis werd in de periode van 1843 tot 1845 naar een ontwerp van Friedrich Ludwig Persius gebouwd. Met de stoommachine werd het nodige water onder druk gebracht voor de irrigatie van het park en de werking van een aantal fonteinen. Tijdens de periode van de Berlijnse Muur lag het gebouw vlak aan het grensgebied en was ontoegankelijk.
- Het Kleine Slot was oorspronkelijk een eenvoudig tuinhuis dat na twee verbouwingen van Friedrich Ludwig Persius tussen 1833 en 1834, en tussen 1841 en 1842, op vraag van prinses Augusta werd omgebouwd tot een klein kasteel in Tudorstijl.
- De Gerichtslaube werd in 1871 naar een ontwerp van Heinrich Strack opgericht, met elementen van het middeleeuws Gerichtslaube uit het centrum van Berlijn. Het gebouw moest daar wijken voor de bouw van het Rotes Rathaus.
- Het Matrosenhaus werd in 1842 naar plannen van de architect Johann Heinrich Strack gebouwd aan de oever van de Havel.
- De Flatowturm staat op de locatie van een voormalige Nederlandse windmolen, die in 1848 afbrandde. Deze toren werd tussen 1853 en 1856 gebouwd, eveneens naar plannen van Strack.

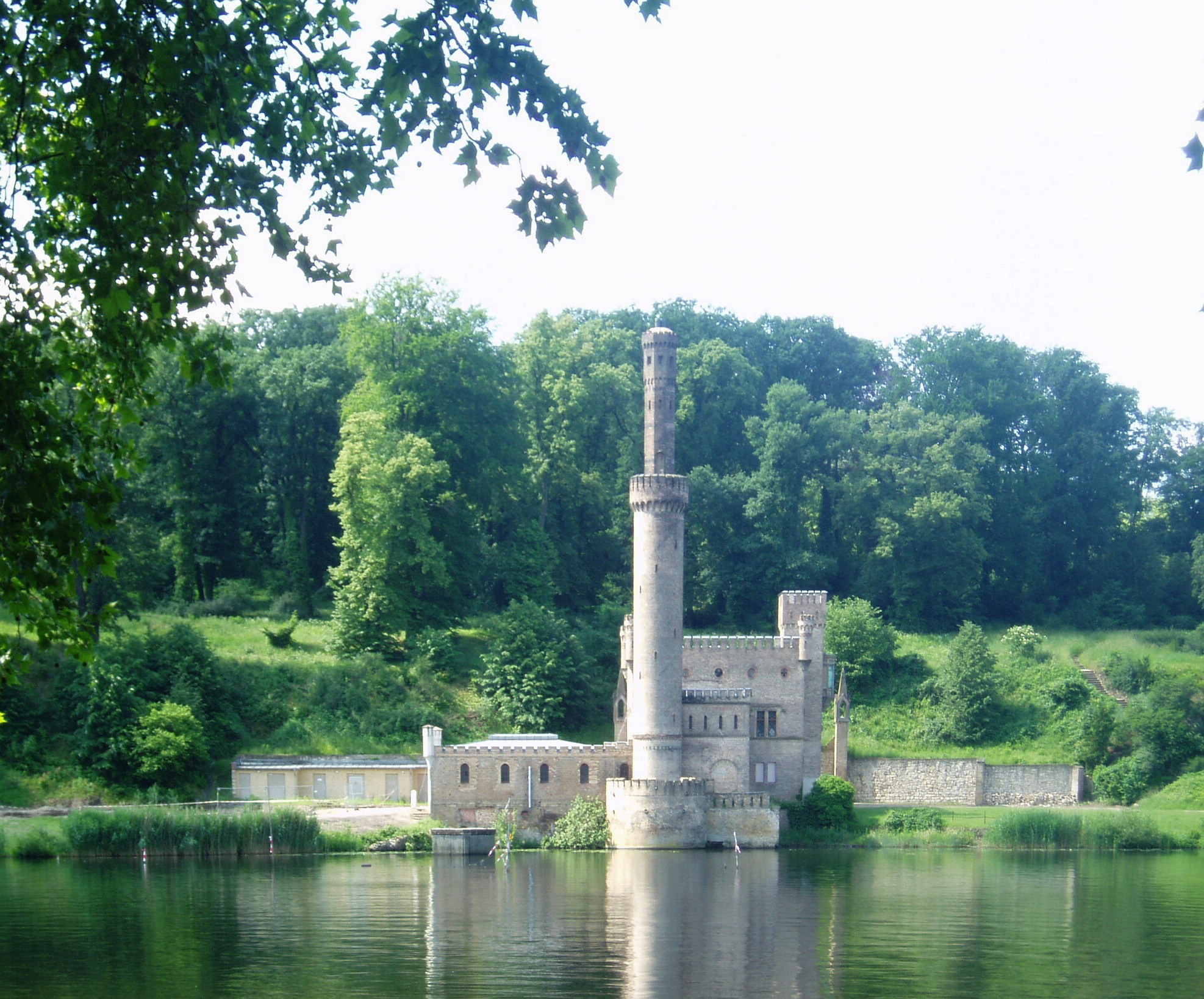
Stoommachinehuis
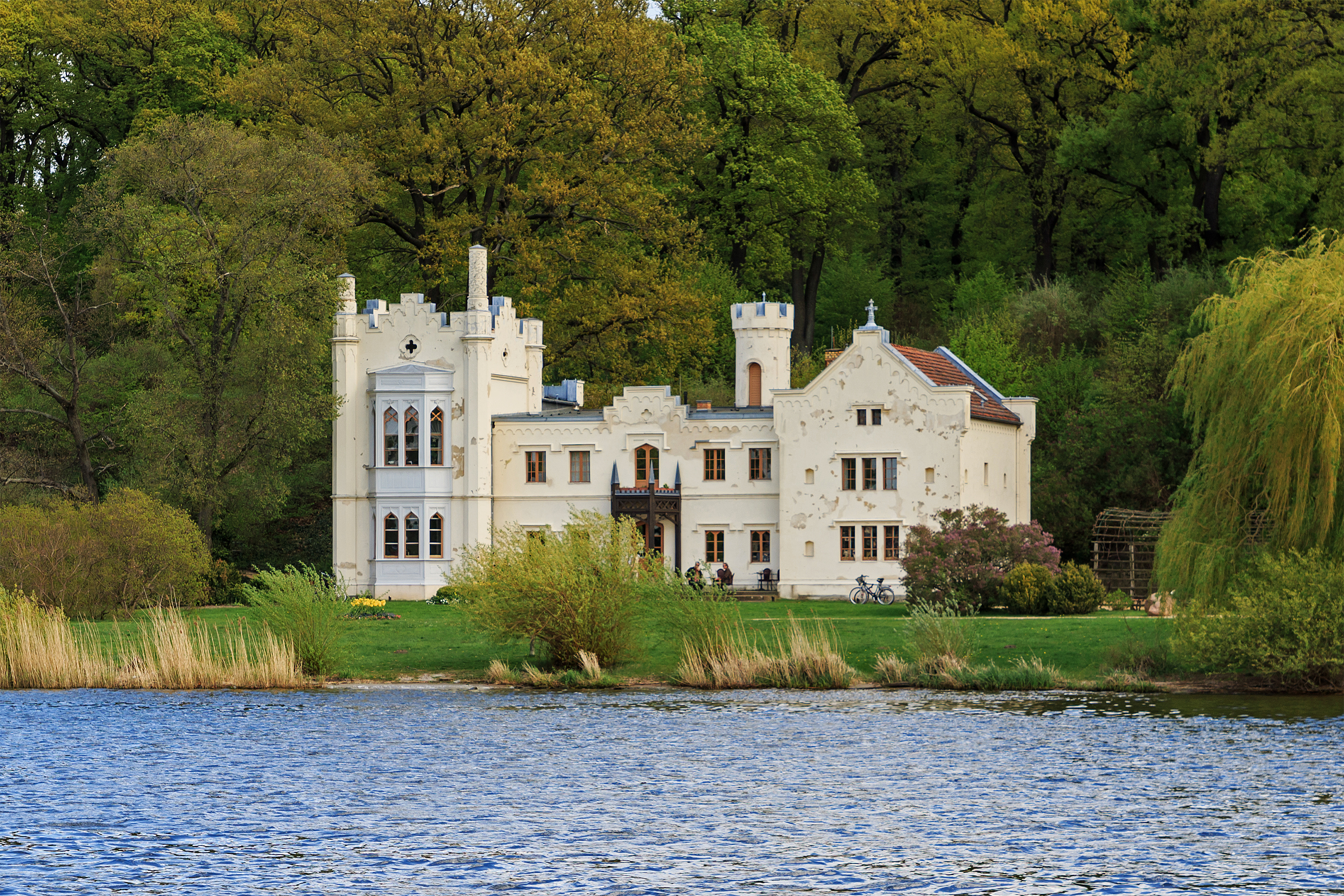
Kleine slot
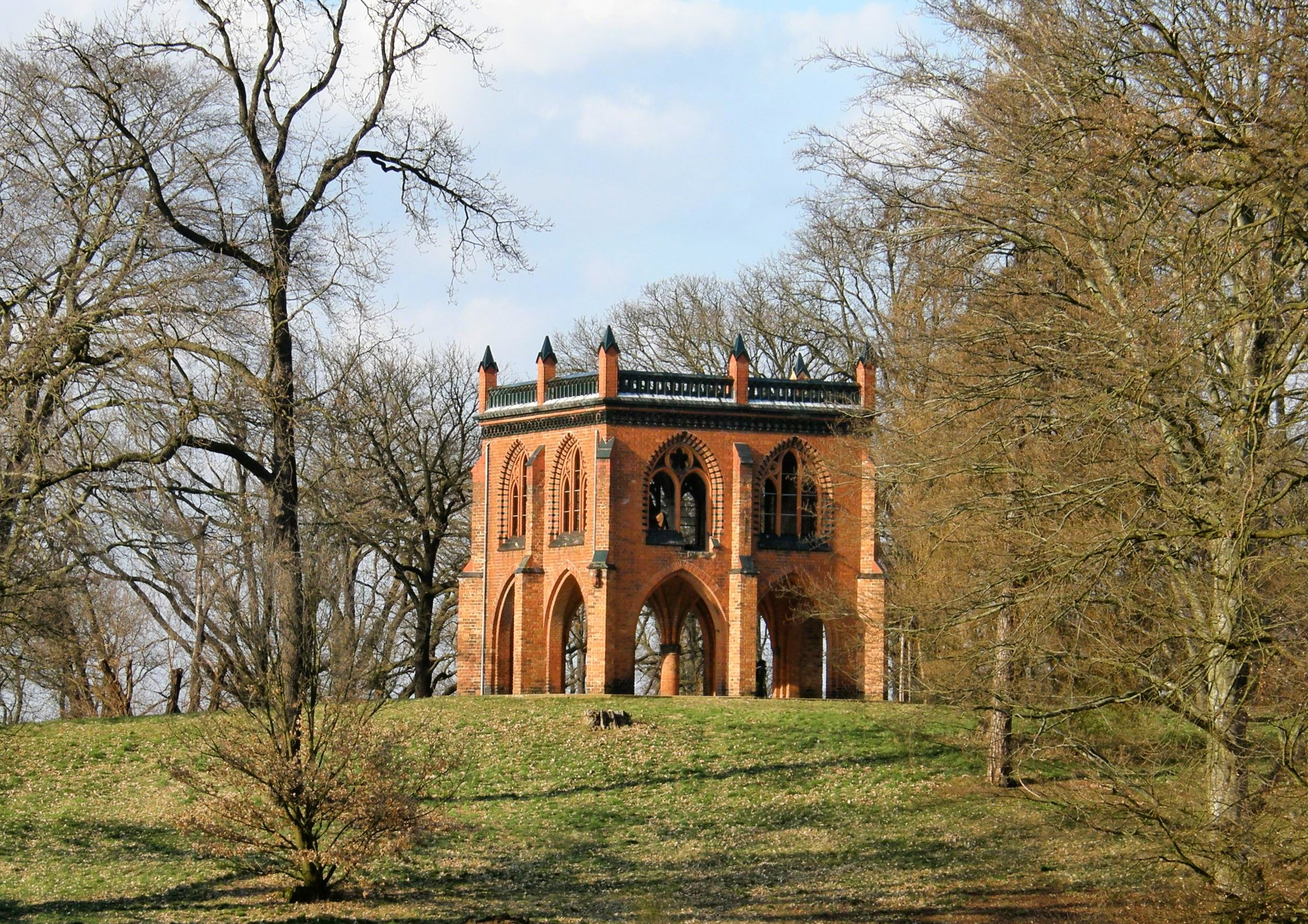
Gerichtslaube
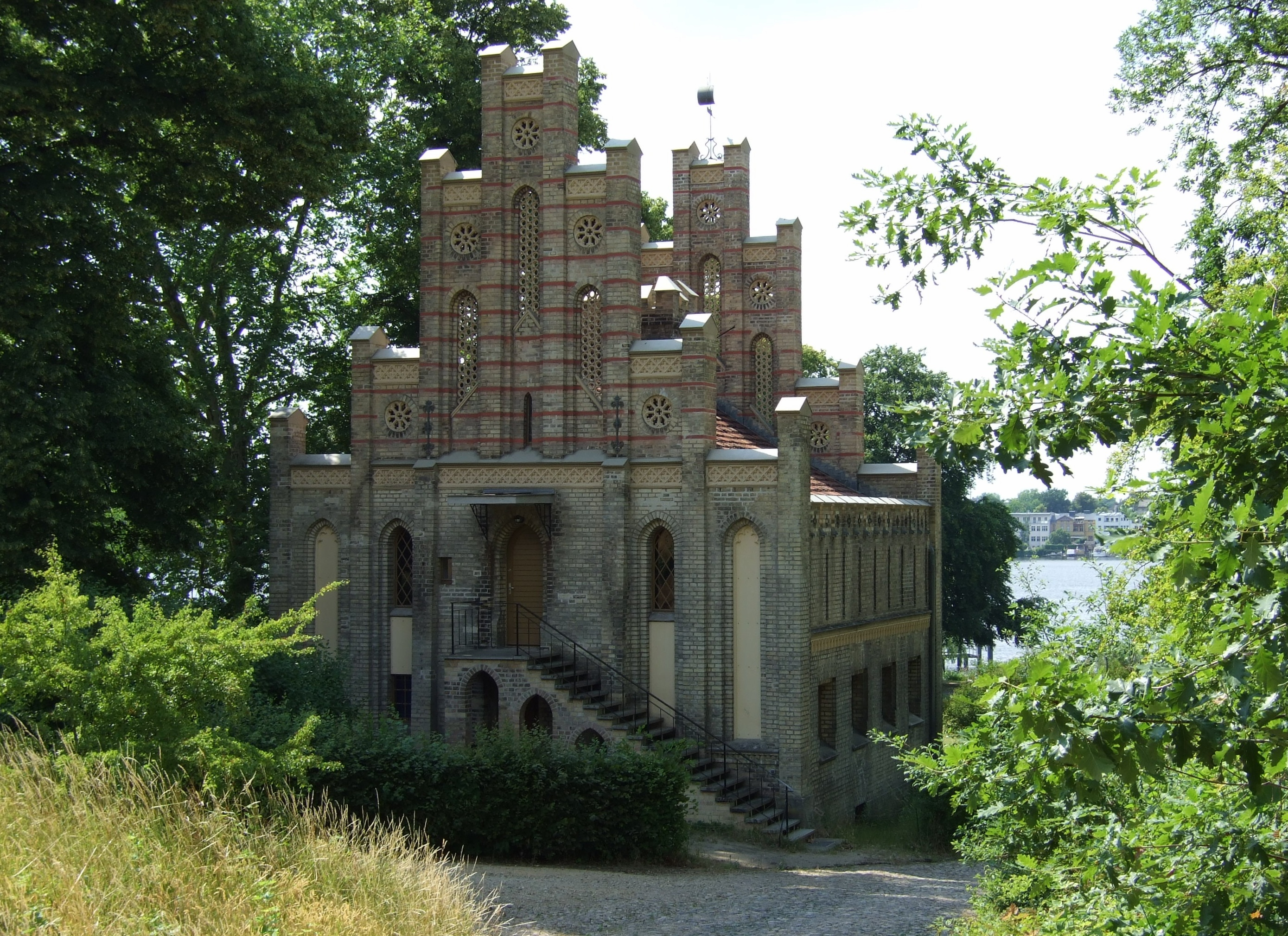
Matrosenhaus
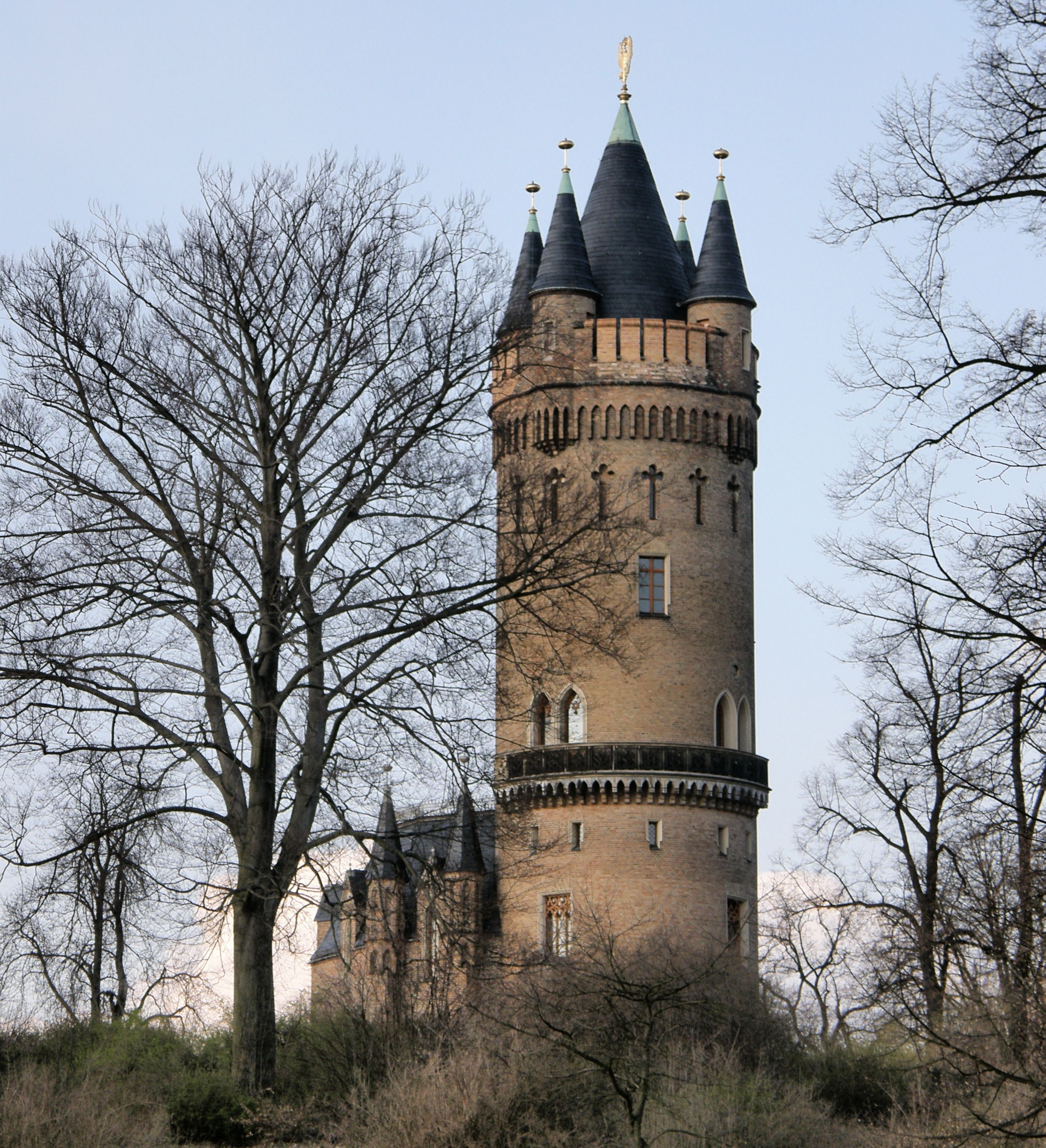
Flatowturm

Dit object is onderdeel van het ensemble paleizen en parken van Potsdam en Berlijn dat in 1990, 1992 en 1999 in drie fasen op de werelderfgoedlijst van de UNESCO is geplaatst. Andere items ervan zijn:
De Russische kolonie Alexandrowka · 
De Antieke Tempel · 
Het Slot Babelsberg · 
Het Babelsbergpark · 
De Belvédère op de Pfingstberg · 
 De Belvédère van Sanssouci · 
De Bildergalerie · 
Slot Cecilienhof · 
Slot Charlottenhof · 
Het Chinese theehuis · 
 Het Drakenhuis · 
Het Glienickepark · 
Het Jachtslot Glienicke · 
Het Slot Glienicke · 
 Het keizerlijk station van Potsdam · 
Het Marmerpaleis · 
De Neptunusgrotte · 
Het Nieuwe paleis · 
De Nieuwe Tuin · 
De Nieuwe Vertrekken · 
De blokhut Nikolskoë · 
Het Oranjerieslot · 
Het Pauweneiland · 
De Sint-Petrus-en-Pauluskerk van Nikolskoë · 
De Pomonatempel · 
De Romeinse baden · 
Slot Sanssouci · 
Slot Sacrow · 
 De Verlosserkerk van Sacrow · 
De Vredeskerk · 
De vriendschapstempel
- Gemeinsame Normdatei: 1060401134
- Virtual International Authority File: 311446187